# Sid Vicious
Sid Vicious (10. maj 1957 London – 2. februar 1979 New York) var bassist i det britiske band Sex Pistols. Han havde et forhold til Nancy Spungen (en amerikansk groupie) i perioden op til hendes mystiske død 12. oktober 1978. Sid Vicious var mistænkt for at have dræbt hende og blev fængslet. Han blev dog løsladt mod kaution, bl.a. fordi en narkotikaforhandler havde haft adgang til hotelværelset, hvor Nancy døde. Dagen efter sin løsladelse døde han af en overdosis heroin, kun 21 år gammel.

## Citat
Undermine their pompous authority, reject their moral standards, make Anarchy and disorder your trademarks, cause as much chaos and disruption as possible but don’t let them take you alive.
Sid Vicious, 1977

## Fortolkning
Historien om Sid fortolkes i teaterstykket "SID VICIOUS – ‘SEX PISTOLS’ WITH LOVE", som i Danmark har været opført på Bellevue Teatret i februar 2012. Allerede som 16-årig fixede han stoffer sammen med sin mor. Han bliver forelsket i Nancy, der allerede tog stoffer som 13-årig og blev prostitueret som 16-årig. Sid og Nancys forhold er præget af rusen med op og nedture, hvor de ofte er i fysisk konfrontation ,og hvor jalousien får frit løb. Forestillingen belyser også managerens kamp for at få Sid på aftrapning, ikke for at gøre ham stoffri, men for at få kontrakt på en turné, hvor hans reelt afsluttede engagement med Sex Pistols kan skabe indtjening. Hovedrollen spilles af Morten Holst, mens rollen som Nancy spilles af Julie Ølgaard

## Diskografi

### Sid Vicious
- My Way/Something Else/C’mon Everybody (1979, 12”, Barclay, Barclay 740 509)
- Sid Sings (1979, LP, Virgin, V2144)
- Live (1980, LP, Creative Industry Inc., JSR 21)
- Vicious Burger (1980, LP, UD-6535, VD 6336)
- Love Kills N.Y.C. (1985, LP, Konexion, KOMA 788020)
- The Sid Vicious Experience – Jack Boots and Dirty Looks (1986, LP, Antler 37)
- The Idols With Sid Vicious (1993, CD, Last Call Records, LC22289)
- Never Mind the Reunion Here’s Sid Vicious (1997, CD)
- Sid Dead Live (1997, CD, Anagram, PUNK 86)
- Sid Vicious Sings (1997, CD)
- Vicious & Friends (1998, CD, Dressed To Kill Records, Dress 602)
- Better (to provoke a reaction than to react to a provocation) (1999, CD, Almafame, YEAAH6)
- Probably His Last Ever Interview (2000, CD, OZIT, OZITCD62)
- Better (2001, CD)
- Vive Le Rock (2003, 2CD)
- Too Fast To Live... (2004, CD)
- Naked & Ashamed (7”, Wonderful Records, WO-73)
- Sid Live At Max’s Kansas City (LP, JSR 21)
- Sid Vicious (LP, Innocent Records, JSR 21)
- Sid Vicious McDonald Bros. Box (3CD, Sound Solutions, 003)

### Sid and Nancy
- Love Kills (1986, LP, MCA, MCG 6011)

### Sid Vicious & Friends
- (Don’t You Gimme) No Lip/(I’m Not Your) Steppin’ Stone (1989, 7”, SCRATCH 7)
- Sid Vicious & Friends (1998, CD, Cleopatra, #251, ASIN: B0000061AS)

### Sid Vicious/Eddie Cochran
- Sid Vicious v’s Eddie Cochran – The Battle Of The Rockers (LP, Jock, LP 6)

### Sid Vicious/Elvis Presley
- Cult Heroes (1993, CD)

### Vicious White Kids
- The Vicious White Kids (1987, LP, Ritchie 1)
- Vicious White Kids (2001, CD, Sanctuary, CMRCD372)

## Film
1. Sex Pistols Number One (1976, dir. Derek Jarman)
2. Will Your Son Turn into Sid Vicious? (1978)
3. Mr. Mike's Mondo Video (1979, dir. Michael O'Donoghue)
4. The Punk Rock Movie (1979, dir. Don Letts)
5. The Great Rock'n'Roll Swindle (1980, dir. Julian Temple, VHS/DVD)
6. DOA (1981, dir. Lech Kowalski)
7. Buried Alive (1991, Sex Pistols)
8. Decade (1991, Sex Pistols)
9. Bollocks to Every (1995, Sex Pistols)
10. Filth to Fury (1995, Sex Pistols)
11. Classic Chaotic (1996, Sex Pistols)
12. Kill the Hippies (1996, Sex Pistols, VHS)
13. The Filth and The Fury (2000, dir. Julien Temple, VHS/NTSC/DVD)
14. Live at the Longhorn (2001, Sex Pistols)
15. Live at Winterland (2001, Sex Pistols, DVD)
16. Never Mind the Bollocks Here's the Sex Pistols (2002, Sex Pistols, VHS/DVD)
17. Punk Rockers (2003, Sex Pistols, DVD)
18. Blood on the Turntable: The Sex Pistols (2004, dir. Steve Crabtree)
19. Music Box Biographical Collection (2005, Sex Pistols, DVD)
20. Punk Icons (2006, Sex Pistols, DVD)
21. Chaos! Ex Pistols Secret History: The Dave Goodman Story (2007, Sex Pistols, DVD)
22. Pirates of Destiny (2007, dir. Tõnu Trubetsky, DVD)
23. Rock Case Studies (2007, Sex Pistols, DVD)
24. In Search of Sid (2009, BBC Radio 4, Jah Wobble)[2]

## See also
- Johnny Rotten

## Ekstern henvisning
- Wikimedia Commons har flere filer relateret til Sid Vicious
- MySpace – Sid Vicious (Webside ikke længere tilgængelig)
- NNDB's biografi af Sid Vicious